# Jarrapellejos
Jarrapellejos és una pel·lícula espanyola de 1988. Dirigida per Antonio Giménez-Rico, es va presentar en el 38è Festival Internacional de Cinema de Berlín. La pel·lícula és una adaptació de la novel·la Jarrapellejos, de Felipe Trigo, escriptor que el seu naturalisme va ser considerat escandalós en el seu temps. Melodrama sobre una temàtica de principis del segle XX amb un fort component social.

## Sinopsi
En una petita població extremenya, La Joya, tot gira entorn de don Pedro Luis Jarrapellejos, el cacic, un personatge que domina persones i hisendes i nomena o destitueix alcaldes i governadors. Tot està a la seva mà, excepte Isabel (Aitana Sánchez-Gijón), una noia del poble que se li resisteix. Un dia Isabel i la seva mare apareixen, a la seva casa, violades i assassinades. Jarrapellejos, commogut per l'horrible crim, no pararà a fins a trobar als culpables.

## Repartiment
- Antonio Ferrandis - Pedro Luis Jarrapellejos
- Juan Diego - Saturnino
- Lydia Bosch - Ernesta
- Amparo Larrañaga - Purita
- Joaquín Hinojosa - Juan Cidoncha
- Miguel Rellán - Gato
- Aitana Sánchez-Gijón - Isabel
- Carlos Tristancho - Mariano
- Florinda Chico - María del Carmen
- José Coronado - Octavio Trillo

## Palmarès cinematogràfic
III Premis Goya
| Categoria                  | Persona                                      | Resultat   |
| -------------------------- | -------------------------------------------- | ---------- |
| Millor adaptat             | Antonio Giménez-Rico Manuel Gutiérrez Aragón | Guanyadors |
| Millor actor               | Antonio Ferrandis                            | Candidat   |
| Millor director artístic   | Rafael Palmero                               | Candidat   |
| Millor disseny de vestuari | Javier Artiñano                              | Candidat   |